# Gli antenati
Gli antenati (The Flintstones; nota in Italia anche come I Flintstones) è una serie televisiva animata statunitense del 1960, prodotta dalla Hanna-Barbera Productions.
Ambientata nella fittizia cittadina di Bedrock nell'età della pietra, la serie segue le vicende della famiglia Flintstone e i loro vicini, nonché migliori amici, i Rubble.
La serie è stata trasmessa negli Stati Uniti su ABC dal 30 settembre 1960 al 1º aprile 1966, per un totale di 166 episodi ripartiti su sei stagioni. In Italia la serie è stata trasmessa sul Secondo Programma a partire dal 30 agosto 1963.
Il successo della serie televisiva ha portato a produrre riduzioni a fumetti e tre lungometraggi cinematografici, nonché a un vasto merchandising.
La serie fu ispirata alla sitcom The Honeymooners, andata in onda tra il 1955 e il 1956.

## Trama e caratterizzazione
I protagonisti sono Fred Flintstone, la moglie Wilma e gli amici Barney Rubble e sua moglie Betty che vengono puntualmente coinvolti in vicende nelle quali gli elementi del mondo moderno sono già presenti ma contestualizzati nella preistoria (si servono pertanto degli animali preistorici per svolgere le azioni comuni di chi vive nella civiltà oppure utilizzano oggetti in pietra non ancora inventati nella preistoria). Vivono nella immaginaria città di Bedrock, dell'età della pietra ma, come una metropoli moderna, dotata di aeroporto, centri commerciali, banche, alberghi, bowling e drive-in. Le loro vicende sono quelle vissute quotidianamente dalle famiglie statunitensi alle prese con i classici problemi del lavoro, della famiglia e dei rapporti di buon vicinato. I protagonisti guidano automobili fatte di pietra e legno che si muovono grazie ai piedi dei conducenti. Anche se ambientata durante l'età della pietra, i personaggi convivono con dinosauri, tigri dai denti a sciabola, e mammut impiegati come animali domestici o addirittura come elettrodomestici molto simili a quelli moderni ma basati sull'utilizzo di vari animali al posto dei dispositivi meccanici. All'interno delle macchine fotografiche vi sono uccelli preistorici che fanno un disegno dei soggetti fotografati con pietra e scalpello; piccoli mammut sono nascosti sotto i lavelli e usati come tritarifiuti; gli aeroplani consistono in giganteschi pterodattili sul cui dorso sono sistemati i sedili per i passeggeri; gli ascensori sono mossi dai brontosauri; piccoli volatili sulle automobili fungono da clacson, e spesso questi animali sfruttati e stanchi si rivolgono direttamente allo spettatore lamentandosi di cosa gli tocca fare per vivere, come nel caso di quelli impiegati come puntine da giradischi o piumini.
L'ambientazione nell'età della pietra portò a gag basate sull'uso frequente del termine rock e altri simili come stone, non solo per i personaggi principali - la parola flintstone significa letteralmente in italiano "selce" - ma anche per parodiare nomi di celebrità per contestualizzarli all'epoca come "Stony Curtis" (Tony Curtis), "Rock Hudstone" (Rock Hudson), "Ann-Margrock" (Ann-Margret), "Alvin Brickrock" (Alfred Hitchcock) o "Perry Masonary" (Perry Mason) o "Gary Granite" (Cary Grant). Vi sono riferimenti ad altre serie televisive come Vita da strega, parodiata in una coppia di loro vicini, e La famiglia Addams.
Ogni episodio si apre con una breve sequenza trasmessa prima dei titoli di testa. Per le prime tre stagioni della serie questa sequenza prendeva alcune scene dell'episodio, utilizzandole come anteprima della storia. Dalla quarta stagione in poi, la maggior parte di queste sequenze vennero realizzate con materiale creato appositamente. La sigla Meet the Flintstones non fu introdotta nella serie prima della terza stagione, anche se diverse versioni della melodia portante erano state usate come musica di sottofondo in diversi episodi. La sua prima comparsa come canzone fu nei primi anni '60 in un disco de Gli antenati. Il tema d'apertura delle prime due stagioni si chiama Rise and Shine, ed era priva di una parte cantata. Nella prima stagione la sigla di apertura vedeva Fred girare per la città a bordo della sua auto, passare da un sarto dove ritirava un vestito e arrivare a casa dove sedutosi sulla poltrona accendeva la televisione.

## Episodi
| Stagione         | Episodi | Prima TV USA | Prima TV Italia |
| ---------------- | ------- | ------------ | --------------- |
| Prima stagione   | 28      | 1960-1961    | 1963-1964       |
| Seconda stagione | 32      | 1961-1962    | 1968-1975       |
| Terza stagione   | 28      | 1962-1963    | 1968-1975       |
| Quarta stagione  | 26      | 1963-1964    | 1980            |
| Quinta stagione  | 26      | 1964-1965    | 1978            |
| Sesta stagione   | 26      | 1965-1966    | 1979-1980       |

## Personaggi e doppiatori

### Personaggi principali

I Flintstone nella sigla iniziale

- Fred Flintstone (stagioni 1-6), voce originale di Alan Reed, italiana di Michele Riccardini, Leonardo Severini, Mario Milita, Aldo Barberito, Leslie La Penna, Mario Zucca e Oliviero Corbetta. È il migliore amico di Barney ed è irritabile, poco sveglio ma spesso dotato d'intuizioni brillanti, innamoratissimo di Wilma e della loro piccola figlia Ciottolina (Pebbles), accanito giocatore di bowling. Celeberrimo il suo grido di battaglia: "YABBA-DABBA-DOO". È invece solo italiana la celebrità della frase "Wilma, dammi la clava!", con cui il cavernicolo intenderebbe fare giustizia sommaria quando è arrabbiato o spazientito (soprattutto dall'intransigente suocera): Fred infatti non pronuncia mai questa frase in nessuno dei 166 episodi della serie classica (1960-1966), divenuta celebre in Italia invece grazie al Carosello degli anni '60 dell'insetticida Neocid[3] e ripresa poi nella versione italiana del primo lungometraggio e in alcuni fumetti.[4]
- Wilma Flintstone (stagioni 1-6), voce originale di Jean Vander Pyl, italiana di Mirella Pace, Lorenza Biella, Paola Quattrini, Isa Di Marzio e Daniela Gatti. È la migliore amica di Betty, nonché l'adorabile e determinata moglie di Fred, ottima cuoca, abilissima nel cucinare o bruciare bistecche di brontosauro.
- Barney Rubble (stagioni 1-6), voce originale di Mel Blanc, italiana di Carlo Reali, Giancarlo Maestri, Sergio Di Stefano, Gino Pagnani, Sandro Pellegrini, Franco Latini, Claudio Beccari e Diego Sabre. Il miglior amico di Fred. Dal fisico basso e biondo, è un buontempone amante delle macchine sportive, a volte però le sue intuizioni, senza che lui se ne renda perfettamente conto, salvano l'amico Fred dai guai in cui si era cacciato. È marito di Betty e padre di Bam Bam.
- Betty Rubble (stagioni 1-6), voce originale di Bea Benaderet (st. 1-4) e Gerry Johnson (st. 5-6), italiana di Zoe Incrocci, Liliana Sorrentino, Paola Valentini. Moglie di Barney, è la migliore amica di Wilma, con la quale condivide pettegolezzi e shopping, nonché le avventure nelle quali finiscono i consorti.
- Ciottolina/Cippy (in originale: Pebbles) (stagioni 3-6), voce originale di Jean Vander Pyl, italiana di Franco Latini, Liliana Sorrentino, Isa Di Marzio e Emanuela Pacotto. Figlia di Fred e Wilma. Si mostra come interesse amoroso di Bam Bam.
- Bam Bam Rubble (in originale: Bamm-Bamm) (stagioni 4-6), voce originale di Don Messick, italiana di Liliana Sorrentino e Simone D'Andrea. Figlio adottivo di Barney e Betty, noto per avere una forza enorme.
- Dino, conosciuto in Italia anche come Lallo, voce originale di Mel Blanc e Jerry Mann (ep. 18) (stagioni 1-6), italiana di Renato Cominetti. Il cucciolo di compagnia (più precisamente uno Snorkasauro) di Fred, implacabile rullo compressore quando si tratta di fare le feste al padrone, avido divoratore di bistecche altrui.
- Baby Puss (stagioni 1-6) La tigre dai denti a sciabola di Fred e Wilma, molto simpatica e comica.
- Hoppy (stagioni 5-6), voce originale di Don Messick. Il canguro preistorico domestico di Barney e Betty.

### Personaggi ricorrenti
- Sig. George Nate Slate (stagioni 1-6), voce originale di John Stephenson, italiana di Lauro Gazzolo, Franco Odoardi e Gino Pagnani. Il capo della cava in cui Fred lavora.
- Arnold (stagioni 1-6), voce originale di Don Messick, italiana di Franco Latini.
- Joe Rockhead (stagioni 1-6), voce originale di John Stephenson, italiana di Willie Moser e Franco Latini.
- Capo Gazoo (in originale: The Great Gazoo) (stagioni 1-6), voce originale di Harvey Korman, italiana di Franco Latini. Un piccolo alieno verde.
- Sam Slagheap (stagioni 1-6), voce originale di John Stephenson, italiana di Carlo Reali.
- Perla Slaghoople (in originale Pearl), voce originale di Verna Felton e Janet Waldo, italiana di Adriana De Roberto.

## Sequel e spin-off
La serie televisiva ebbe nuova vita negli anni '70 in alcuni film animati destinati direttamente alla televisione. In questi e nelle altre serie animate (The Pebbles and Bamm-Bamm Show, in italiano I figli degli antenati), Ciottolina e Bam Bam sono adolescenti; vengono apportati vari cambiamenti rispetto alla serie originale. In altri film invece vengono dipinte realtà alternative rispetto a quelle della serie: per esempio in un film o nuove serie in cui Fred e Barney sono due agenti di polizia (The Flintstones: Little Big League) oppure in un altro in cui tutti i personaggi sono dei bambini (The Flintstone Kids), o in un altro ancora in cui gli antenati incontravano gli eroi Marvel (La Cosa e Fred e Barney incontrano Shmoo) oppure nel 1987 viene prodotto il lungometraggio animato I pronipoti incontrano gli antenati (The Jetsons Meet The Flintstones), in cui compaiono anche i personaggi della serie televisiva animata I pronipoti, sempre di Hanna & Barbera. Altre serie animate sugli antenati sono Il nuovo Fred e Barney Show, Risate con i Flintstones, I figli dei Flintstones, Cave Kids e Fred Flintstone and Friends

## Controversie
Negli anni sessanta le serie televisive statunitensi erano fortemente dipendenti dai loro sponsor: nel caso de Gli antenati lo sponsor era la marca di sigarette Winston. In una pubblicità dell'epoca si vedevano Fred e Barney rilassarsi, mentre le rispettive mogli facevano le faccende di casa, fumando le Winston e recitando il jingle ("Le Winston hanno il buon sapore che le sigarette dovrebbero avere!"). Non essendoci all'epoca molta informazione relativamente ai danni dovuti al tabagismo non era inusuale assistere a pubblicità del genere, e la serie all'epoca della loro trasmissione era indirizzata a un target composto anche da adulti. Nel 1963 arrivò nella serie Ciottolina, e fu decisa la sostituzione degli spot con altri in cui Gli antenati bevevano dei succhi di frutta. In un episodio de I Simpson viene trasmesso un episodio "d'epoca" di "Grattachecca e Fichetto" che è una parodia della pubblicità de Gli antenati intenti a fumare.

## Opere derivate

### Speciali e film televisivi
- Natale con gli antenati (A Flintstone Christmas)
- Che forti Fred e Barney! (The Flintstones: Little Big League)
- The Flintstone Special: I nuovi vicini (The Flintstones' New Neighbors)
- I Flintstones incontrano Rockula e Frankenstone (The Flintstones Meet Rockula and Frankenstone)
- The Flintstones: Fred's Final Fling
- The Flintstone Special: Wilma Superstar (The Flintstones: Wind-Up Wilma)
- I Flintstones - La maratona (The Flintstones: Jogging Fever)
- The Flintstones' 25th Anniversary Celebration
- The Flintstone Kids' "Just Say No" Special
- I Flintstones - Matrimonio a Bedrock (I Yabba-Dabba Do!)
- Flintstones - Lieto evento a Hollyrock (Hollyrock-a-Bye Baby)
- Un meraviglioso Natale con i Flintstones (A Flintstone Family Christmas)
- Concerto di Natale con i Flintstones (A Flintstones Christmas Carol)
- The Flintstones: On the Rocks
- I Flintstones e WWE - Botte da orbi! (The Flintstones & WWE: Stone Age SmackDown!)

### Cinema
Lungometraggi d'animazione
- Un uomo chiamato Flintstone (The Man Called Flintstone, 1966).[2] musical parodia dei film di spionaggio sullo stile di 007
- I pronipoti incontrano gli antenati (The Jetsons Meet the Flintstones, 1986)

Lungometraggi
- I Flintstones (The Flintstones, 1994);[2]
- I Flintstones in Viva Rock Vegas (The Flintstones in Viva Rock Vegas, 2000).[2]

### Fumetti
Nel 2016 la DC Comics ha iniziato la pubblicazione della serie a fumetti The Flintstones, scritta da Mark Russell e disegnata da Steve Pugh, come parte dell'iniziativa editoriale Hanna-Barbera Beyond.
Tra il 1968 e il 1972 la Mondadori pubblicò il mensile Braccobaldo presenta gli Antenati, che conteneva le avventure dei Flintstones e di altri personaggi di Hanna e Barbera.

### Videogiochi
- Yabba Dabba Doo! (1986) per vari home computer
- The Flintstones (1988) per vari home computer
- The Flintstones: Dino: Lost in Bedrock (1990) per DOS
- The Flintstones: The Rescue of Dino & Hoppy (1991) per NES. Il gioco è noto per essere stato modificato col nome di "7 Grand Dad", divenuto virale grazie allo streamer svedese Vargskelethor Joel
- The Flintstones (1993) per Mega Drive
- The Flintstones: King Rock Treasure Island (1993) per Game Boy
- The Flintstones: The Surprise at Dinosaur Peak! (1994) per NES
- The Flintstones: The Treasure of Sierra Madrock (1994) per SNES
- The Flintstones (1994) per Game Boy, tratto in particolare dal film
- Flintstones Jetsons: Timewarp (1994) per CD-i, insieme a I pronipoti
- The Flintstones (1995) per SNES, tratto in particolare dal film
- The Flintstones: Bedrock Bowling (2000) per PlayStation, Windows
- The Flintstones: Burgertime in Bedrock (2000) per Game Boy Color
- The Flintstones: Big Trouble in Bedrock (2001) per Game Boy Advance
- The Flintstones in Viva Rock Vegas (2003) per PlayStation 2

### In altre serie
Fred Flintstone compare nell'episodio Un cavernicolo in città (Modern Primitives) della serie Le tenebrose avventure di Billy e Mandy: la serie si svolge ai giorni nostri e Fred viene trovato ibernato e scongelato facendolo ritornare alla vita. Barney e Betty Rubble compaiono nell'episodio Papà è disturbato de Il laboratorio di Dexter, in cui i due sono amici dei genitori di Dexter. I personaggi appaiono anche in diversi episodi di Drawn Together, come Persi nel parcheggio (Parte seconda), de I Griffin, e de I Simpson.

## Impatto culturale
Come altre serie animate, ad esempio Gatto Silvestro o I pronipoti, anche Gli antenati sono stati utilizzati nella pubblicità televisiva italiana durante gli anni sessanta e settanta. La serie, intitolata O Neocid o mosche pubblicizzava l'insetticida "Neocid Florale" e andò in onda su Carosello dal 1965 al 1971. Il cartone animato fu realizzato prima da Toni e Nino Pagot, e, in seguito, dai fratelli Gavioli. La serie ha reso celebre la frase "Wilma, dammi la clava!" che concludeva regolarmente ogni episodio, insieme con lo slogan "Wilma, dammi il Neocid!". Una pubblicazione periodica, intitolata Gli Antenati, pubblicò fumetti con i personaggi della serie. Uscì a partire dal 1971, rivolgendosi per lo più ad un pubblico giovanile di lettori in formazione. In ambito musicale, il gruppo death/thrash metal statunitense Tirant Sin (noto in quanto alcuni membri del gruppo sono confluiti nei più famosi Cannibal Corpse) ha dedicato un proprio brano a Bamm-Bamm (dal titolo omonimo); nel pezzo sono citati numerosi altri personaggi degli Antenati (tra i quali Fred e il Signor Slate).